# Steve Blackman
Steve Blackman (Annville (Pennsylvania), 28 september 1963) is een Amerikaans professioneel worstelaar die vooral bekend is van zijn tijd bij World Wrestling Federation, van 1997 tot 2002.
Tijdens zijn periode in de WWF, won Blackman zes keer het WWF Hardcore Championship.

## In het worstelen
- Finishers
  - Bicycle kick
  - Dark side sleeper
  - Guillotine choke

- Signature moves
  - Brainbuster
  - Crucifix armbar
  - Elbow strike
  - Fisherman suplex
  - Karate chop
  - Scissors kick
  - Thrust kick

- Bijnamen
  - "The Lethal Weapon"
  - "The Silent Assassin"

## Prestaties
- Stampede Wrestling
  - Stampede British Commonwealth Heavyweight Championship (1 keer)

- World Wrestling Federation
  - WWF Hardcore Championship (6 keer)